# Dicaeum aureolimbatum
El Picaflores flanquigualdo (Dicaeum aureolimbatum) es una especie de ave paseriforme en la familia Dicaeidae.

## Distribución
Es endémica de las selvas de las Célebes.

## Subespecies
Se reconocen las siguientes:
- D. a. aureolimbatum (Wallace, 1865) - Célebes e islas próximas (Selayar, Togian, Banggai, Buton y Tukangbesi)
- D. a. laterale Salomonsen, 1960 - islas Sangihe (norte de Célebes)